# Coupe d'Angleterre de football 1909-1910
Navigation
Coupe d'Angleterre 1908-1909 Coupe d'Angleterre 1910-1911
La Coupe d'Angleterre de football 1909-1910 est la 39e édition de la Coupe d'Angleterre, la plus ancienne compétition de football, la Football Association Challenge Cup (généralement connue sous le nom de FA Cup).
Newcastle United remporte la compétition pour la première fois de son histoire, battant Barnsley FC en finale sur le score de 2 à 0 après un match d'appui au Goodison Park de Liverpool.

## Compétition

### Quarts de finale
Les quarts de finale ont lieu le 5 mars 1910.
| Équipe 1         | Résultat | Équipe 2            |
| ---------------- | -------- | ------------------- |
| Coventry City    | 0 - 2    | Everton             |
| Newcastle United | 3 - 0    | Leicester Fosse     |
| Barnsley         | 1 - 0    | Queens Park Rangers |
| Swindon Town     | 2 - 0    | Manchester City     |

### Demi-finales
Les demi finales ont lieu le 26 mars 1910, tous les matchs ont lieu sur terrain neutre.
| Équipe 1         | Résultat | Équipe 2     |
| ---------------- | -------- | ------------ |
| Newcastle United | 2 – 0    | Swindon Town |
| Barnsley         | 0 - 0    | Everton      |

Match d'appui le 31 mars 1910.
| Équipe 1 | Résultat | Équipe 2 |
| -------- | -------- | -------- |
| Barnsley | 3 - 0    | Everton  |

### Finale
| Finale de la coupe d'Angleterre 1909-1910 | Newcastle United | 1 – 1   | Barnsley | Crystal Palace, Londres |                      |
| 23 avril 1910                             |                  | (0 – 1) |          | Spectateurs : 77 747    | Spectateurs : 77 747 |

Match d'appui :
| Finale de la coupe d'Angleterre 1909-1910 | Newcastle United | 2 – 0   | Barnsley | Goodison Park, Liverpool |                      |
| 26 avril 1910                             |                  | (0 – 0) |          | Spectateurs : 60 000     | Spectateurs : 60 000 |